# Paputona occidentalis
Paputona occidentalis är en insektsart som beskrevs av Andrej Vasiljevitj Gorochov 2008. Paputona occidentalis ingår i släktet Paputona och familjen syrsor. Inga underarter finns listade i Catalogue of Life.